# Gleaston Castle

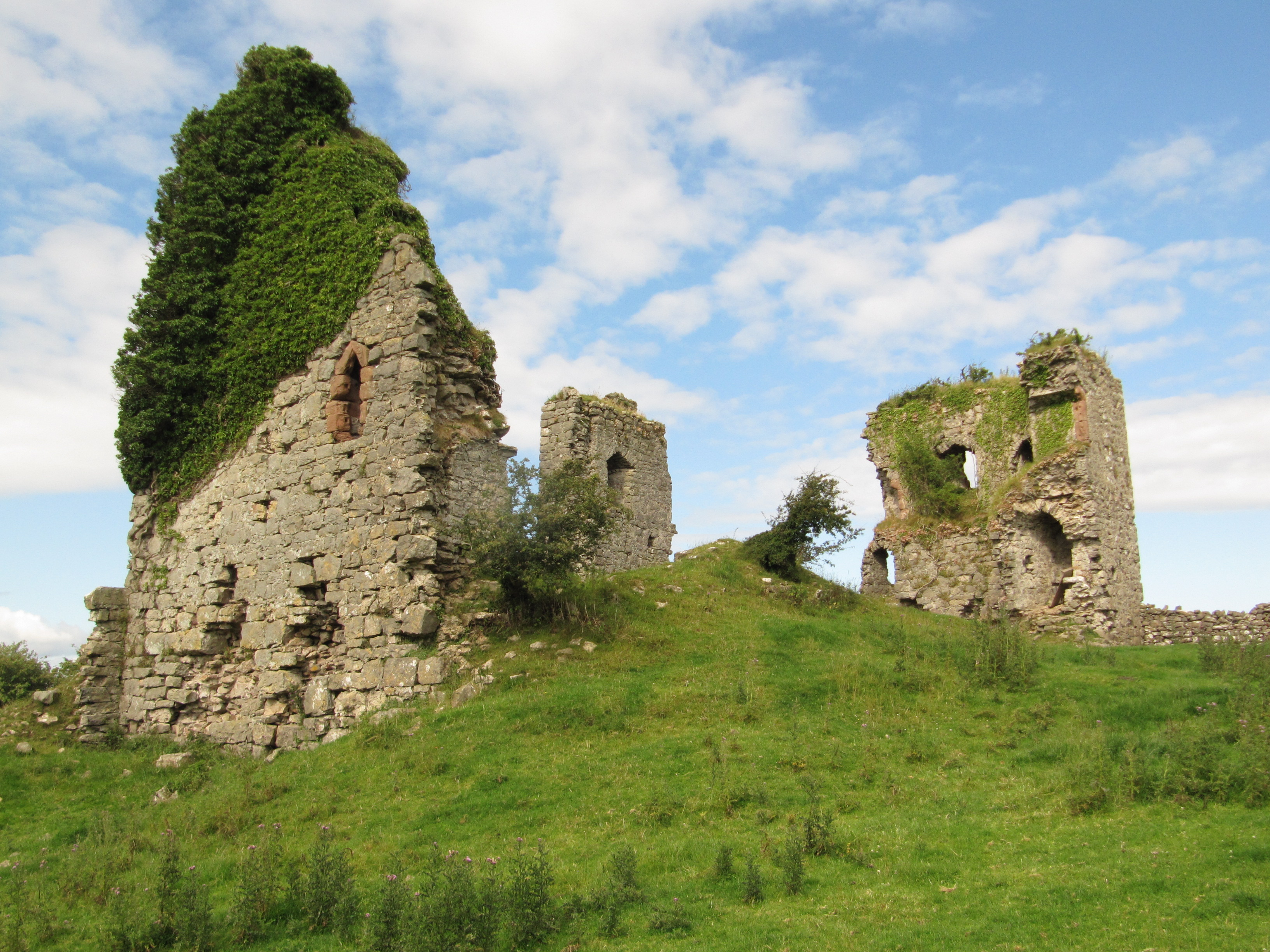
Die Ruine von Gleaston Castle 2015

Gleaston Castle ist eine Burgruine in einem Tal etwa 500 Meter nordöstlich von Gleaston, einem Dorf zwischen Ulverston und Barrow-in-Furness auf der Furness-Halbinsel in der englischen Grafschaft Cumbria.

## Aufbau
Die Burgruine besteht aus den Überresten von vier Türmen, die durch eine Kurtine um einen grob rechteckigen Burghof verbunden sind. Die Mauern bestehen aus Kalkstein, der in der Nähe des Burggeländes gebrochen wurde. Details wie Fenster- und Türrahmen bestehen aus weichem roten Sandstein, dessen Herkunft nicht genau bekannt ist, wenn er auch dem Sandstein ähnelt, aus dem die nahegelegene Furness Abbey erbaut wurde. Die Mauern an der Südwestecke des Anwesens haben einen Kern aus Ton, wie es beim Burgenbau üblich war, aber die Kerne der anderen Mauern von Gleaston Castle bestehen aus demselben Schiefermörtel, den man zum Verputzen der Mauern verwendete.

## Geschichte
Die Burg wurde erstmals 1389 eigens urkundlich erwähnt, auch wenn John Harington, 2. Baron Harington, bereits 1369 auf Gleaston Castle gestorben sein soll. Man denkt allgemein, dass der Großvater des 2. Barons, John Harington, 1. Baron Harington, etwa zu der Zeit den Bau der Burg beginnen ließ, als er 1326 ins englische Parlament berufen wurde. Man sagt, dass die Familie Harington es für nötig befunden habe, Aldingham zu verlassen, weil die See zunehmend die Klippe abtrug, auf der ihr Wohnturm stand. Eine weitere Erklärung ist, dass die Familie mehr Platz für eine größere Anzahl von Dienern brauchte.
Es ist möglich, dass ein Teil der Gebäude aus früheren Zeiten stammte und als Bollwerk gegen die Schotten erbaut wurde, die nach den Überfällen König Eduards I. von England und der Übernahme des schottischen Throns durch Robert Bruce eine ernste Gefahr für die Region darstellten. Der größte Teil der Burg wurde sicherlich nach den verheerenden schottischen Überfällen von 1316 und 1322 errichtet, da der Bau schnell und nachlässig erfolgte, mit minderwertigem, lokalem Baumaterial, was auf Geldmangel hinweist.
Die Burg war eine gemauerte Einfriedung, 73 Meter in Nord-Süd-Richtung lang, 37 Meter breit auf der Südseite und 46 Meter breit an der Nordseite. Sie hatte vier Ecktürme, die mit rotem Sandstein verkleidet waren. Der Donjon im Nordwesten hatte drei Stockwerke und einen Kerker. Die 2,7 Meter dicke Kurtine war aus Kalksteinschutt gebaut und nicht sehr stark. 1415 erhielt John Harington einen päpstlichen Indult für eine Privatkapelle und einen tragbaren Altar für die Messen. Es ist allerdings wahrscheinlich, dass die Burg schon vor diesem Datum ihre eigene Kapelle hatte.
Die Burg war bis zum Tod von William Harington, 5. Baron Harington, 1458, der Hauptsitz der Barone Harington (of Aldringham). Dann fiel das Anwesen an William de Harringtons Tochter Elizabeth, die William Bonville, 1. Baron Bonville aus Shute in Devon, heiratete, und der Titel des 6. Barons Harington fiel an ihren jüngeren Sohn William. Die Bonvilles machten Shute zu ihrem Hauptsitz; Gleaston Castle wurde aufgegeben und verfiel schnell. Gibson schreibt, dass die Burg nach 1458 nicht mehr bewohnt war.
William Bonville Junior fiel zusammen mit seinem Vater 1460 in der Schlacht von Wakefield. Der betagte Lord Bonville wurde nach dem Sieg der Lancastrianer in der zweiten Schlacht von St. Albans 1461 hingerichtet. So fiel die Burg an Williams neugeborene Tochter Cecily, die später Thomas Grey, 1. Marquess of Dorset, heiratete. Dann fiel sie an Henry Grey, 1. Duke of Suffolk, der sie und den angrenzenden Fronhof an seinen Bailiff Walter Curwen verkaufte, bevor er 1554 wegen Hochverrats geköpft wurde. Damals lag die Burg schon in Ruinen. 1540 notierte Leyland: „Es gibt eine Ruine und Mauern eines Kastells in Lancashire, die Gleston Castle genannt wird und einst Lord Harrington und jetzt dem Marquis von Dorset gehört.“ Einer der südlichen Türme könnte im 16. Jahrhundert bewohnt gewesen sein, aber 1727 wurde ein Bauernhaus an den Südostturm angebaut. Es scheint, dass Curwen das Anwesen an Thomas Preston, einen örtlichen Grundbesitzer, verkaufte, dessen Nachfahre, Lord George Cavendish († 1794), vermutlich für den Bau des größten Teils des heute vorhandenen Bauernhofes verantwortlich war.
Die Gleaston Castle Farm wurde ein wichtiger Vermögensposten für die Ländereien der Cavendishs, nachdem die industrielle Revolution die Produktion von Weizen und Gerste hochprofitabel machte. Der Bauernhof wurde 1920 an Thomas Barton Jackson von Bolton Manor in Urswick verkauft, der ihn 1927 weiterverkaufte.
Heute ist die Burgruine ein Scheduled Monument und English Heritage hat sie als historisches Bauwerk I. Grades gelistet. Die Ruine kann man von der Straße aus sehen, aber wegen ihrer Baufälligkeit kann sie nicht sicher betreten werden. Seit 2014 sieht English Heritage das Anwesen als stark verfallen und in unmittelbarer Gefahr, weiter schnell zu verfallen, an. Über eine weitere Vorgehensweise konnte man sich allerdings bisher nicht einigen.